# إنديان روكس بيتش
إنديان روكس بيتش (بالإنجليزية: Indian Rocks Beach)‏ هي مدينة أمريكية تقع في ولاية فلوريدا. تبلغ مساحة هذه المدينة 3.6 (كم²)،ويبلغ عدد سكانها 4113 نسمة حسب إحصاء سنة 2010 م 4113.تشير إحصاءات سنة 2000م بأن الكثافة السكانية في هذه المدينة تقدر بـ(auto) نسمة/كم2 